# Melody of Love (Wanna Be Loved)
«Melody of Love (Wanna Be Loved)» es una canción de la cantante y compositora estadounidense Donna Summer. Fue lanzado el 31 de octubre de 1994 por los sellos discográficos Mercury Records y Casablanca Records como una nueva canción y el sencillo principal de su álbum recopilatorio de éxitos de 1994, Endless Summer: Donna Summer's Greatest Hits. La canción fue escrita por Summer, David Cole, Robert Clivillés y Joe Carrano, y producida por Summer y Welcome Productions.
En Estados Unidos fue su décimo éxito número uno en la lista Billboard Hot Dance Club Play. En Países Bajos el sencillo alcanzó el número 3 en la lista Dutch Top 40 y fue un éxito entre los 40 primeros en Bélgica. En Escocia llegó al puesto 24 y en Reino Unido al número 21 en la UK Singles Chart.   
Fue galardonada con el premio ASCAP Dance Song of the Year en 1996.

## Lista de canciones
- sencillo CD  (Reino Unido)[3]

1. "Melody of Love (Wanna Be Loved)" (Épris Mix) – 8:33
2. "Melody of Love (Wanna Be Loved)" (AJ Humpty's Mix) – 8:46
3. "Melody of Love (Wanna Be Loved)" (Mijangos Powertools Trip) – 5:55
4. "Melody of Love (Wanna Be Loved)" (Classic Club Mix) – 8:04

- maxi CD (Estados Unidos)[4]

1. "Melody of Love (Wanna Be Loved)" (Original Version) – 4:16
2. "Melody of Love (Wanna Be Loved)" (Classic Club Mix) – 8:03
3. "Melody of Love (Wanna Be Loved)" (Boss Mix) – 6:58
4. "Melody of Love (Wanna Be Loved)" (Épris Mix) – 8:33
5. "Melody of Love (Wanna Be Loved)" (AJ & Humpty's Anthem Mix) – 8:46
6. "Melody of Love (Wanna Be Loved)" (Épris Radio Mix) – 4:14
7. "On the Radio – 5:50
8. "The Christmas Song" – 4:20

## Posicionamiento en listas
| Lista (1994)                          | Máxima posición |
| ------------------------------------- | --------------- |
| Bélgica (Flandes) (Ultratop 50)       | 35              |
| Escocia (Official Charts Company)     | 24              |
| Estados Unidos (Hot Dance Club Songs) | 1               |
| Europa (European Dance Radio)         | 3               |
| Países Bajos (Dutch Top 40)           | 3               |
| Países Bajos (Dutch Single Tip)       | 5               |
| Reino Unido (UK Singles Chart)        | 21              |